# Czarna Armia Wyzwolenia

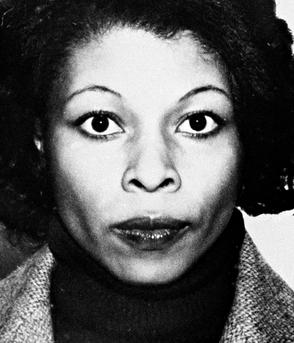
Assata Shakur

Czarna Armia Wyzwolenia (ang. Black Liberation Army, BLA) – amerykańska organizacja terrorystyczna.

## Historia
Utworzona w 1970 roku. Jej założycielami  byli dawni aktywiści Partii Czarnych Panter. Posiadała komórki w miastach takich jak Nowy Jork, Filadelfia, New Haven, Atlanta i Saint Louis. Miała na koncie zamachy bombowe, napady z bronią, morderstwa, pobicia i porwania. Uważa się, że członkowie BLA zamieszani byli w co najmniej 38 akcji o przestępczym charakterze. Zaprzestała działalności w 1981 roku.
Aktywność zbrojną rozpoczęła od napadów na policjantów w Nowym Jorku w lipcu 1971 roku. Na Manhattanie funkcjonariusze ostrzelani zostali z karabinu maszynowego. W Harlemie w styczniu 1972 roku dwójka policjantów została zastrzelona w trakcie odbywania patrolu.
W sierpniu 1971 roku terroryści z BLA przeprowadzili szereg napadów na banki oraz zorganizowali atak na komisariat policji. W ataku na komisariat uczestniczyło dziewięciu bojowników. Zginął w nim jeden policjant.
W 1973 roku członkini BLA, Assata Shakur, zabiła w Nowym Jorku policjanta strzałem w tył głowy z rewolweru. Shakur trafiła do więzienia, z którego zbiegła w 1979 roku. W ucieczce terrorystce pomogli działacze Organizacji Komunistycznej 19 Maja. Assata Shakur zbiegła na Kubę, gdzie otrzymała azyl.
W 1981 roku członkowie BLA i Organizacji Komunistycznej 19 Maja napadli na ciężarówkę firmy Brink’s. Napastnicy zabili jednego z ochroniarzy i zrabowali 1,6 miliona dolarów. W trakcie obławy terroryści wdali się w strzelaninę z policją. Zginęło w niej dwóch funkcjonariuszy. Czwórka terrorystów została ujęta, ośmiu pozostałym udało się zbiec. Jeden z uczestników napadu z ramienia BLA, Nehanda Obiodun otrzymał schronienie na Kubie.
Członkowie (m.in.): Assata Shakur, Zayd Malik Shakur, Dhoruba bin Wahad (Richard Moore), Avon White, Melvin Kearney, Bob Hayes, Donald Weems, Marylin Jean Buck i Nehanda Obiodun.

## Ideologia
Była formacją rewolucyjno-nacjonalistyczną (tzw. czarny nacjonalizm) i lewicową (terroryzm skrajnie lewicowy). Deklarowanym celem BLA było wyzwolenie Afroamerykanów i wywalczenie dla nich prawa do samostanowienia.